# 시사르포1600
《시사르포 1600》는 MBC 문화방송 계열사 가운데 대구경북권 3사(대구MBC, 안동MBC, 포항MBC)에서 공동으로 제작한 프로그램이다. 계열사 별로 한 꼭지씩 맡아 지역에서 일어난 사건, 사고, 이슈에 대하여 취재하여 보도한다.
방송 시간은 금요일 오후 10시~오후 11시이다.